# カサグランデ (アリゾナ州)
カサグランデ（Casa Grande）は、アメリカ合衆国アリゾナ州のピナル郡にある都市。人口は5万3658人（2020年）。フェニックスの南70キロメートルに位置している。

## 歴史
1879年に鉄道駅の開業に合わせて設立された。当初、町の経済は鉱山に依存していたが次第に灌漑農地が整備され綿花栽培や酪農が盛んになった。1915年に法人化し「カサグランデ市」が誕生した。地名は近くにあるアメリカ先住民遺跡の名称から来ている。意味は「大きな家」である。
第二次世界大戦中、近くのインディアン居留地にヒラリバー戦争移住センターが建設され日系アメリカ人が収容された。その中にはパット・モリタや高美以子、銭村健一郎などがいた。

## 交通
市の南東部に州間高速道路8号線と州間高速道路10号線のジャンクションがある。

## 関係者

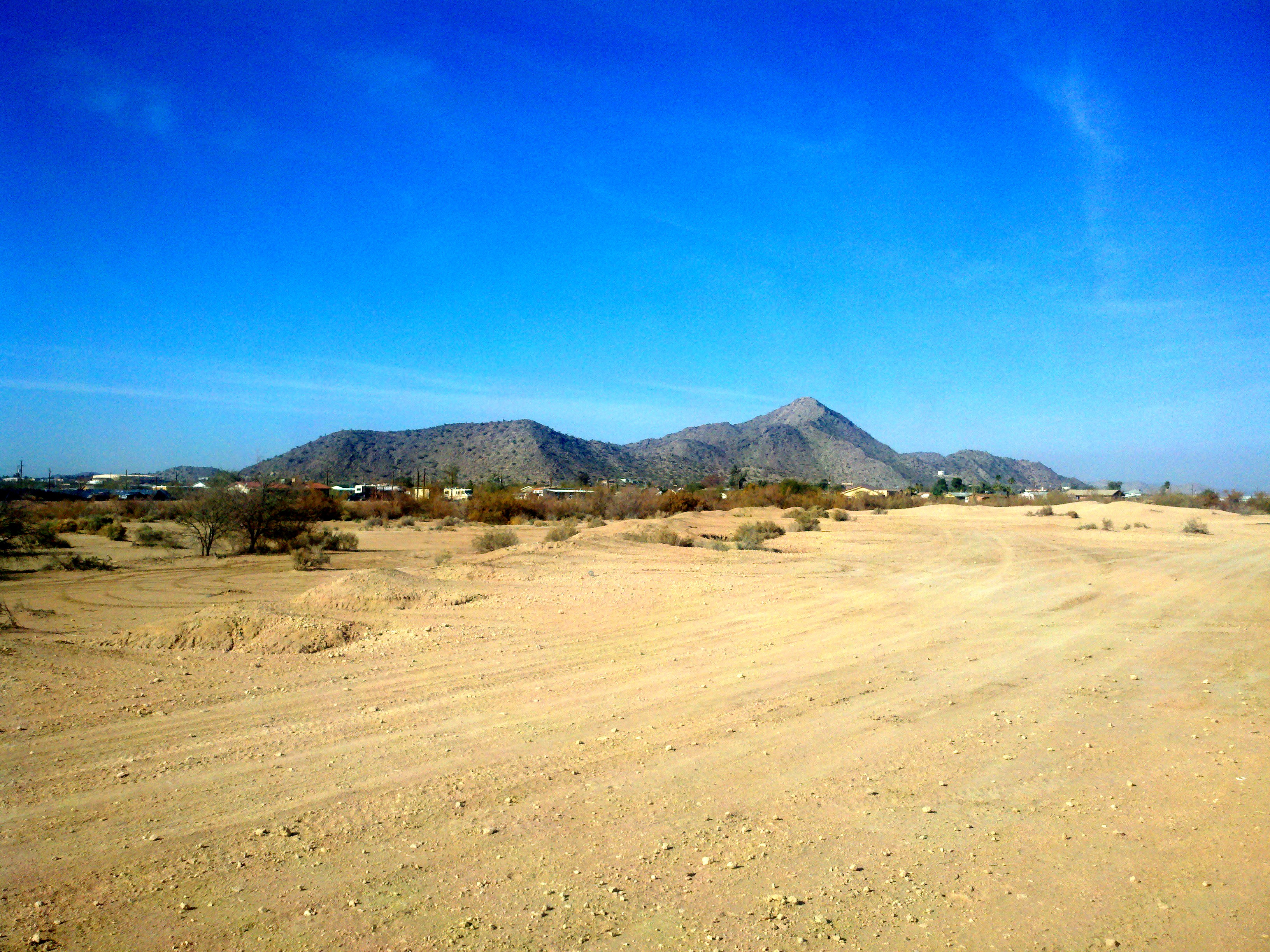
郊外の風景

- ジョー・ジョナス